# داوود پیرنیا
داوود پیرنیا (زاده ۱۲۷۹  – درگذشته ۱۱ آبان ۱۳۵۰) حقوق‌دان، موسیقی‌دان و بنیان‌گذار برنامه رادیویی گل‌ها بود. پیرنیا را پایه‌گذار و مبدع روشی دانسته‌اند که بر پایه آن موسیقی با شعر تلفیق می‌شود.

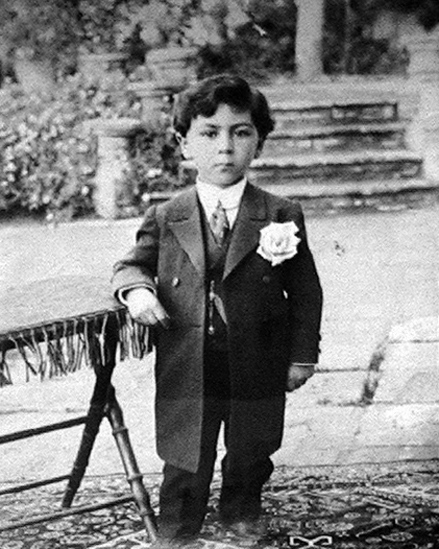

## آغاز زندگی
داوود پیرنیا در سال ۱۲۷۹ (خورشیدی) در تهران متولد شد. پدرش مشیرالدوله حسن پیرنیا بود. مادرش شکوه عُظمی دختر میرزا احمدخان علاءالدوله از رجال قاجاریان بود و به دلیل گرایش‌ها و اعتقادات مذهبی، اجازه حضور در عرصه موسیقی را به داوود نداد. اما آموزش پدرش که از روشنفکران آن دوران بود بر او بسیار مؤثر بود.

## کار حقوقی
داوود پیرنیا تحصیلات ابتدایی را در خانه فراگرفت. سپس برای ادامه تحصیل و فراگیری زبان فرانسه وارد مدرسه سن لویی تهران شد. بعدها برای ادامه تحصیلات در رشته حقوق به سوئیس رفت.
پیرنیا پس از فراغت از تحصیل در رشته حقوق، به ایران بازگشت و وارد کارهای دولتی شد. او بنیان‌گذار کانون وکلای دادگستری در ایران بود. پس از انتقال از وزارت دادگستری به وزارت دارایی، اقدام به بنیان‌گذار اداره آمار در ایران کرد. در سال ۱۳۲۵ (خورشیدی) هنگامی که احمد قوام به نخست‌وزیری رسید او را مدیر کل بازرسی نخست‌وزیر کرد و پس از چند ماه معاون نخست‌وزیر شد. از جمله اقدامات او در دوران معاونت نخست‌وزیری، تشکیل انجمن حمایت زندانیان بود.
سید علیرضا میرعلینقی پژوهشگر و مورخ موسیقی دربارهٔ پیرنیا می‌گوید: «پیرنیا به اعتبار نام پدرش که مرد خوش‌نامی بود در محافل و مجامع سیاسی و ادبی رفت و آمد داشت و با بیشتر شخصیت‌های نامدار و نویسندگان و موسیقی دانان دوره خود دوست بود.»

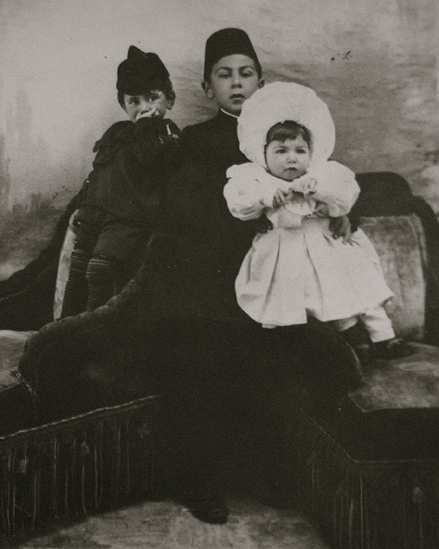

## شخصیت
داوود پیرنیا شخصیت برجسته‌ای داشت. لباس ساده می‌پوشید و بی‌تکلف با همه می‌جوشید. او اعتقادات مذهبی داشت. از سالکان طریق حق و از ارادتمندان علی بن ابی‌طالب بود و به عتبات عالیات نیز سفری داشت. او به ایران و فرهنگ ایرانی دلبستگی عمیق داشت. آثار و کارهای بازمانده از او همه از ایران‌دوستی‌اش حکایت دارد.

## زندگی شخصی
داوود پیرنیا دو همسر داشت و صاحب ۹ فرزند پسر و دختر بود.

## کار هنری
داود پیرنیا در دوره زندگی در اروپا با موسیقی کلاسیک آشنا شد حتی به فراگیری پیانو پرداخته بود. اما در بازگشت به ایران بیشتر به گسترش و نوسازی موسیقی سنتی ایرانی پرداخت. او دریافته بود که اگر پیوند درستی میان شعر و موسیقی سنتی انجام بگیرد آثار درخشانی پدید خواهد آمد.
داوود پیرنیا پایه‌گذار و مدیر برنامه رادیویی گل‌ها در رادیو تهران (بعدها رادیو ایران) در سال۱۳۳۵ و در پی آن برنامه گل‌های رنگارنگ، برگ سبز، یک شاخه گل، و گل‌های صحرایی (بر مبنای ترانه‌های محلی) و پایه‌گذار گروه موسیقی رادیو بود.

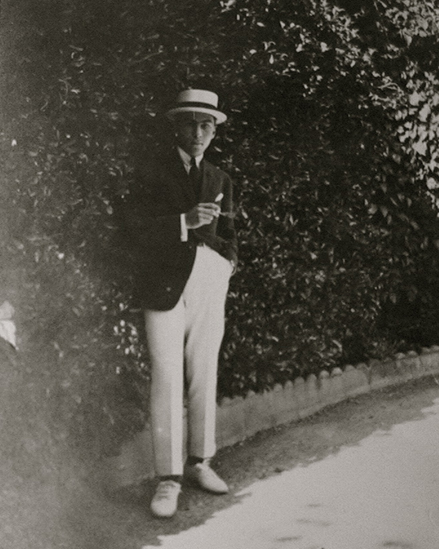

نخستین برنامه‌های کودکان رادیو هم از کارهای داوود پیرنیا به‌شمار می‌آید؛ حتی نخستین بار پسر خردسال خود را به گویندگی این برنامه گماشت. گاهی هم پیرنیا دستی به قلم می‌برد و مقالاتی می‌نوشت. آثار او در برخی نشریات سال‌های دهه ۱۳۳۰ (خورشیدی) و دهه ۱۳۴۰ (خورشیدی) منتشر شده‌اند.

## آفرینش برنامه گل‌ها
پس از سقوط دولت قوام، داوود پیرنیا کار دولتی را کنار گذاشت و با میراث موسیقی که از پدر به او رسیده بود به مطالعه در زمینه موسیقی ایرانی پرداخت و به گردآوری آهنگ‌های اصیل ایرانی مشغول شد.
پیرنیا توانست نظر مقامات سازمان برنامه و بودجه را به اهمیت گسترش موسیقی اصیل ایرانی جلب کند و پس از اختصاص اعتبار، اقدام به تشکیل ارکستر با شرکت نوازندگان، خوانندگان و آهنگسازان صاحب‌نام آن دوره کرد؛ و این‌گونه نطفهٔ برنامه گل‌ها بسته شد.
آغاز پخش برنامه گل‌های رنگارنگ در سال ۱۳۳۴ از رادیو تهران پیامد این کوشش وی بود. او را باید بنیان‌گذار برنامه‌های موسیقی «گل‌های رنگارنگ»، «گل‌های جاویدان»، «یک شاخه گل»، «گل‌های صحرایی» و «برگ سبز» دانست. برنامه‌های او تحولی در موسیقی رادیو به وجود آورد.
محبوبیت سید جواد ذبیحی در رسانه رادیو و در میان مردم، داود پیرنیا را بر آن داشت که با شکل‌گیری برنامه برگ سبز (از سری برنامه‌های گل‌های رادیو) آوازهای ذبیحی را به صورت آواز کلاسیک ایرانی به گوش شنوندگان برساند و همان شد که چند برنامه نخست سری برنامه‌های برگ سبز، با اجرای سیدجواد ذبیحی ضبط شد. البته ذبیحی در این آثار همراه با ساز، آواز نمی‌خواند و پس از پایان نواختن نوازندگان، ذبیحی بدون ساز و تنها آواز می‌خواند. حتی انتخاب نام «برگ سبز» از جانب داود پیرنیا، برای این که در فرهنگ مذهبی ایران، رنگ سبز نشان سیادت است و ذبیحی نیز از سادات بود و همچنین یادآور عبارت پرآوازه «برگ سبزی است تحفه درویش …» بود. البته این جمله در پایان همه برنامه‌های برگ سبز، با صدای روشنک بیان می‌شد. پیرنیا اعتقاد داشت که این از آن برگ سبزهایی است که هیچ‌گاه زرد نمی‌شود.
نخستین برنامه برگ سبز، با شعری از هاتف اصفهانی با ترجیع‌بند «یکی هست و هیچ نیست جزء او/ وحده لا اله الاّ هو» در مثنوی مخالف سه‌گاه همراه با دکلمه اسدالله پیمان اجرا شد. بهروز مبصری معتقد است: «بهترین آواز سید جواد ذبیحی در برنامه‌های گل‌ها، برنامه برگ سبز شماره ۴ در بیات زند (بیات ترک) است که در موسیقی رسانه، چنین مثنوی‌ای بدین قدرت و صلابت کمتر نظیر داشته‌است».

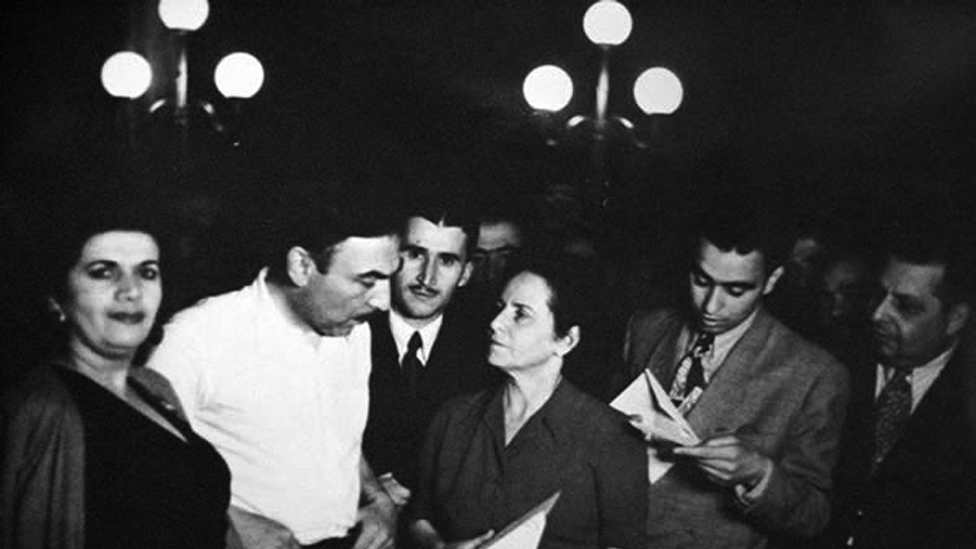

بعد از ذبیحی، برنامه گل‌های رنگارنگ که با صدای مرضیه آغاز شد بیشتر خواندن شعر و همراهی یک ساز بود که بعدها رفته‌رفته به آواز و موسیقی تبدیل شد. همکاری استادان موسیقی ایرانی مانند ابوالحسن صبا، غلامحسین بنان، مرضیه، و مرتضی محجوبی شناخت پیرنیا از شعر و ادب و موسیقی ایران و وسواس و سلیقه او در انتخاب اشعار و قطعات موسیقی، باعث استقبال مردم از برنامه گل‌ها شد.

## کناره‌گیری از مدیریت گل‌ها
داود پیرنیا در آبان ۱۳۴۵ که او پس از مدتی بیماری به رادیو بازگشت به درخواست چند تن هنرمندان  از جمله  مرضیه قرار شد از کارهای وی بازرسی شود. پیرنیا پس از این ماجرا بلافاصله کناره‌گیری کرد و برنامه گل‌های ۴۰۵ آخرین برنامه‌ای است که زیر نظر وی ضبط شد.

در سال ۱۳۵۱ (خورشیدی) هوشنگ ابتهاج، برنامه «گلهای تازه» را جانشین گل‌های پیرنیا کرد.
مدیریت گلها بعد از پیرنیا به عهده پژمان بختیاری و  رهی معیری و سپس محمد میرنقیبی گذاشته شد.
در سال ۱۳۵۱ خورشیدی هوشنگ ابتهاج، برنامه «گلهای تازه» را جانشین گل‌های پیرنیا کرد.
در سال ۱۳۵۱ خورشیدی هوشنگ ابتهاج، بنابر تصمیم شورای عالی موسیقی رادیو تلویزیون ریاست گلها را پذیرفت که این سری برنامه ها بنام " گلهای تازه " ادامه پیدا کرد.

## درگذشت
داوود پیرنیا در یازده آبان ۱۳۵۰ در سن ۷۱ سالگی بر اثر سکته قلبی در تهران درگذشت.

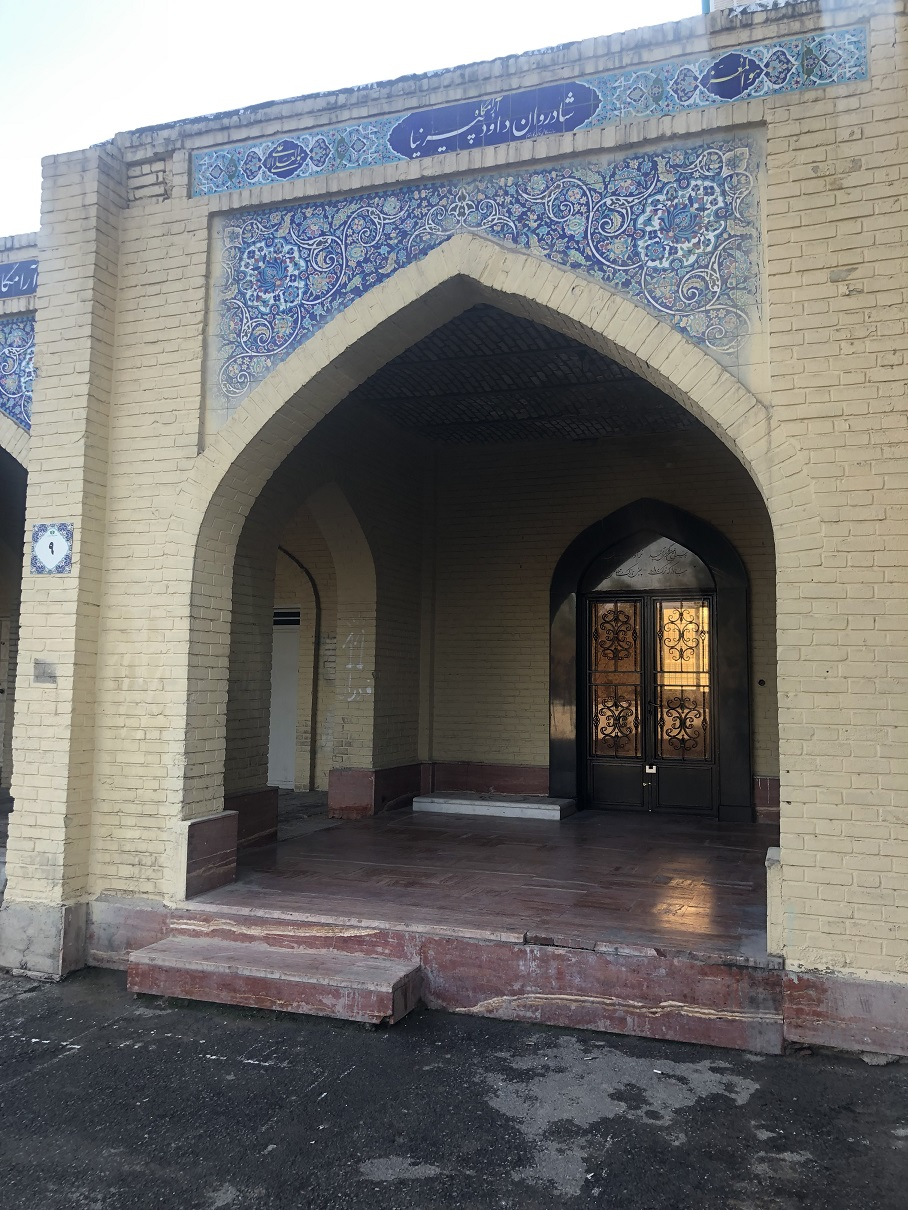
آرامگاه داوود پیرنیا در بهشت زهرا

## نگارخانه

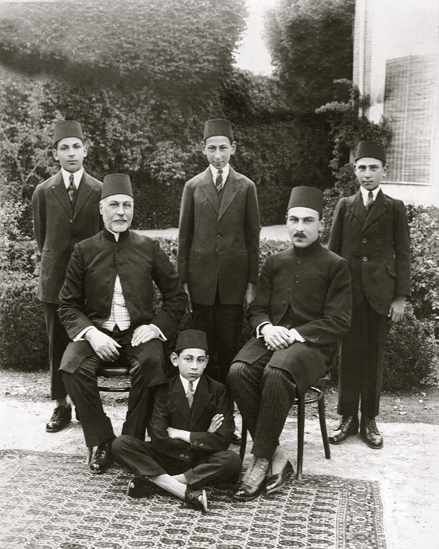
به همراه پدر و برادرانش
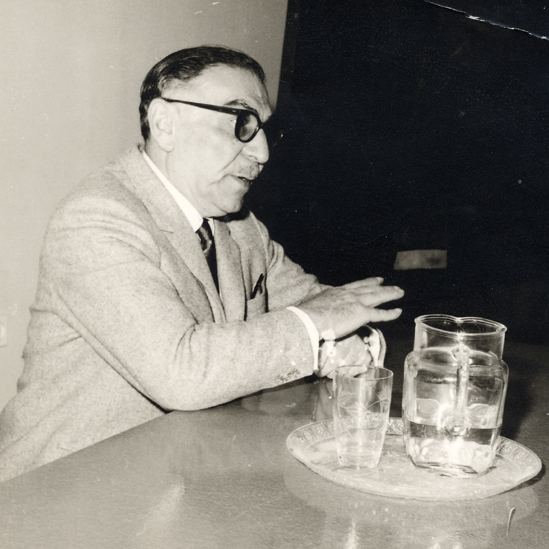